# Simon Sluga
Simon Sluga (ur. 17 marca 1993 w Poreču) – chorwacki piłkarz występujący na pozycji bramkarza w angielskim klubie Luton Town oraz w reprezentacji Chorwacji. Wychowanek HNK Rijeka, w trakcie swojej kariery grał także w takich zespołach, jak NK Pomorac, NK Lokomotiva oraz Spezia.